# 브라질-베네수엘라 관계
브라질과 베네수엘라는 외교 관계를 유지한다.

## 역사

### 2000년–2010년

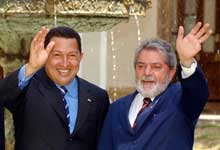
브라질 대통령 루이스 이나시우 룰라 다 시우바 (오른쪽)와 베네수엘라 대통령 우고 차베스, 2005년

2001년 베네수엘라와 브라질은 베네수엘라에서 에너지 부족을 겪고 있는 브라질 북부 지역에 전력을 공급하기 위해 양국 간 고전압 송전선을 개통했다. 이 송전선은 브라질에 저렴한 수력 전기를 공급하고 베네수엘라에도 매년 수천만 달러의 수입을 안겨준다.

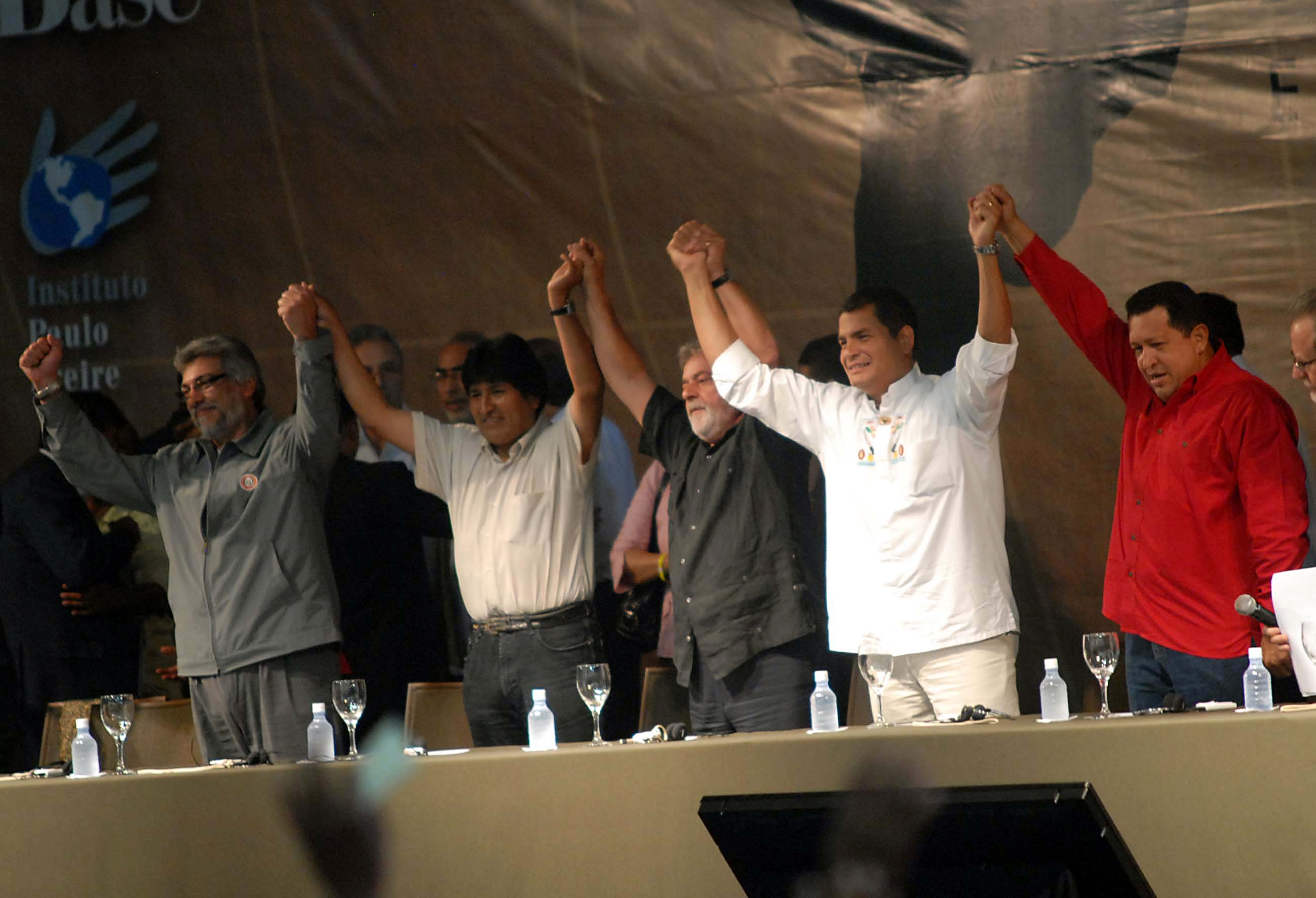
2009년 브라질에서 열린 남미 대통령 회의. 브라질의 룰라가 중앙에, 베네수엘라의 차베스가 가장 오른쪽에 있다.

2007년 브라질과 베네수엘라는 브라질에 새로운 정유공장을 건설하는 것을 포함하여 무역 및 에너지 관계를 강화하기로 약속했다. 2010년에 완공될 45억 달러 규모의 정유공장 계획은 베네수엘라 국영 석유회사 PDVSA가 40%를 소유하고, 브라질 국영 석유회사 페트로브라스가 나머지를 소유하게 된다.
브라질의 룰라 대통령은 베네수엘라의 우고 차베스 대통령과 가까운 관계였다. 2007년 11월, 룰라는 차베스를 국민의 민주적 선택으로 옹호했다. 그는 "차베스에게는 위험이 없다"고 말했다. 차베스에 대한 존경심을 표하며 그는 "차베스의 지도력 덕분에 [베네수엘라] 국민은 놀라운 성과를 거두었다"고 말했으며, 2008년에는 차베스가 "100년 동안 이 나라에서 최고의 대통령"이었다고 말했다. 그러나 2010년 브라질 국민은 룰라와 다른 견해를 보였는데, 차베스에 대해 최소한의 신뢰를 가진 사람은 13%에 불과했고, 70%는 그에 대한 신뢰가 거의 또는 전혀 없었다.
베네수엘라는 2009년 8월 10일 콜롬비아가 자국 군사 기지에 미국 주둔을 늘리기로 결정한 것에 대해 콜롬비아와 갈등을 겪은 후 브라질에서 커피콩 1,500톤을 구매했다.

### 2010년–2020년
2015년 6월 18일, 아에시오 네베스 상원의원이 이끄는 브라질 상원의원 대표단(주로 지우마 호세프 대통령의 야당 의원들로 구성)이 베네수엘라 대통령 니콜라스 마두로에 대한 시위 희생자 가족과 베네수엘라 수감자 레오폴도 로페스를 방문하기 위해 카라카스로 날아갔다. 시몬 볼리바르 국제공항에서 약 1km 떨어진 곳에서 상원의원들을 태운 차량이 정부 시위대에 의해 저지당하고 포위되어 계속 이동할 수 없게 되었다. 결국 브라질 상원의원들은 같은 날 브라질로 돌아가기로 결정했다. 브라질 의회인 하원과 연방 상원은 이러한 사건에 대해 거부 성명을 발표했다. 브라질 외교부는 그날 발생한 "받아들일 수 없는 적대 행위"에 대한 불쾌감을 표명하고 베네수엘라 정부에 공식적인 설명을 요구하는 공식 성명을 발표했다.
2019년부터 2022년까지 자이르 보우소나루 대통령의 브라질 정부 기간 동안, 브라질은 니콜라스 마두로 대통령의 현재 베네수엘라 정부와의 관계를 단절했다. 브라질은 베네수엘라 현 집권 정부와의 외교 관계를 격하했다. 2019년 베네수엘라 대통령 위기에서 브라질은 베네수엘라 야당 지도자 후안 과이도를 베네수엘라의 합법적인 대통령으로 인정했다. 2020년 4월 브라질은 베네수엘라 주재 대사관을 폐쇄했다.

### 2020년–2022년
브라질-베네수엘라 관계는 2022년 브라질 대통령 선거에서 중요한 문제로 다뤄졌다. 극우 현직 자이르 보우소나루와 그의 대리인 및 지지자들은 좌파 도전자 루이스 이나시우 룰라 다 시우바 전 대통령의 선거 운동을 약화시키기 위해 룰라가 "브라질을 베네수엘라로 만들고 싶어한다", 룰라의 이전 행정부에서 브라질 인프라 개발을 희생하여 브라질 국립 개발 은행(BNDES)을 통해 베네수엘라 인프라 개발에 자금을 지원했으며, 룰라가 "마두로와 다른 독재자들을 사랑한다"는 주장을 반복적으로 제기했다. 한편, 보우소나루는 사오세바스티앙에서 미성년 베네수엘라 소녀들과의 만남을 회상하며 "불꽃을 느꼈다"고 말한 팟캐스트로 인해 그의 반대자들로부터 소아성애 및 변태 행위로 비난받았다. 보우소나루는 나중에 자신의 발언에 대해 사과했다.
보우소나루가 브라질 대통령 결선 투표에서 패배한 후, 베네수엘라의 니콜라스 마두로 대통령은 룰라를 축하하고 당선자와의 전화 통화 후 "양국 간의 양자 협력 의제"의 재개를 보고했다. 12월 14일, 브라질의 차기 외교부 장관 마우로 비에이라는 룰라가 베네수엘라와의 관계를 재수립하도록 지시했다고 밝혔다.

### 2023년

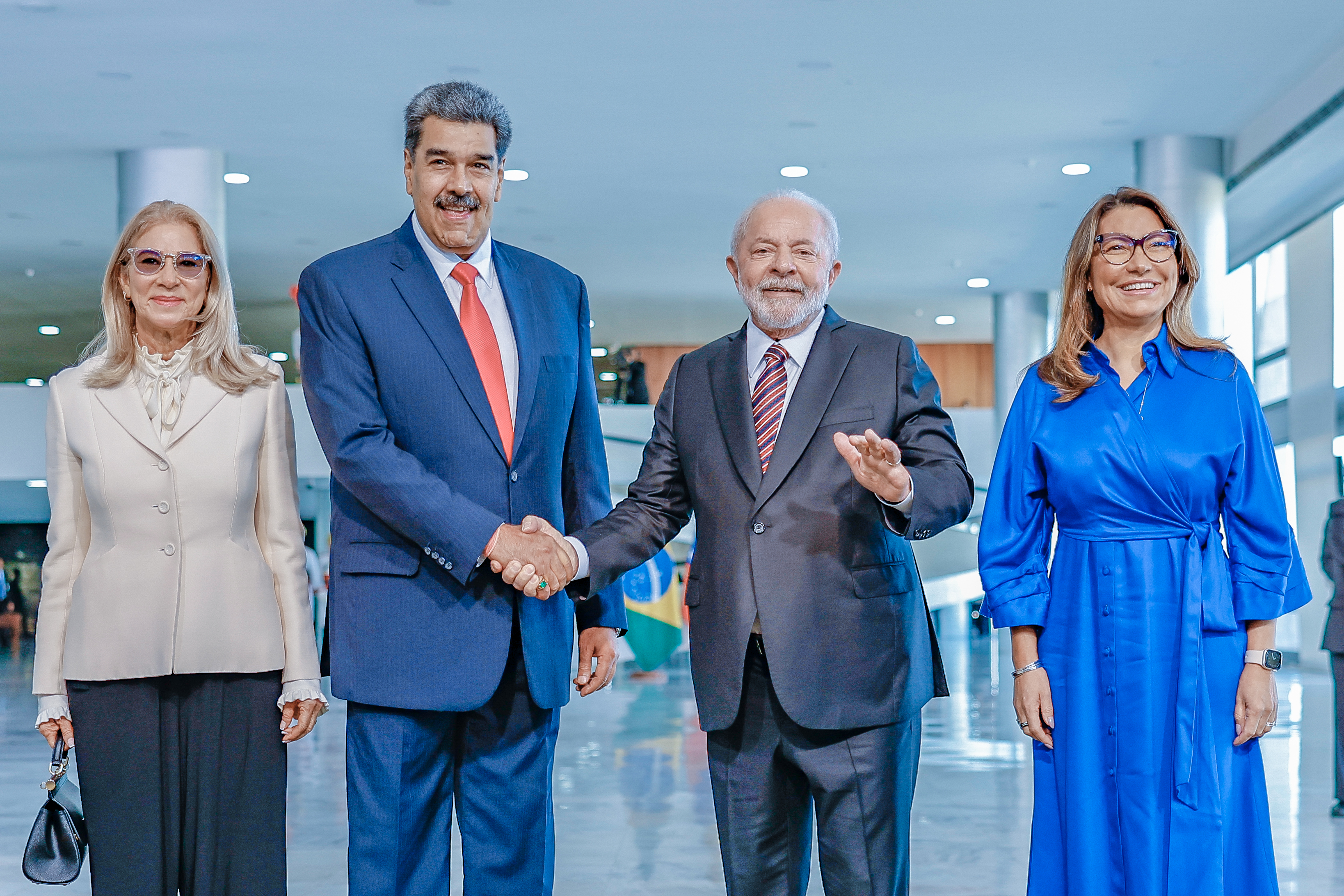
니콜라스 마두로의 브라질 방문, 2023년 5월

브라질의 차기 외교부 장관 마우로 비에이라는 새 행정부 출범 첫날인 2023년 1월 1일부터 주 브라질 외교관이 베네수엘라로 파견되어 브라질 소유의 외교 건물을 회수하고 카라카스의 브라질 대사관을 재개할 것이라고 언급했다. 후안 과이도의 지위에 대해 질문을 받았을 때, 브라질은 "니콜라스 마두로 대통령 정부를 인정할 것"이지만 동시에 "베네수엘라 야당과 접촉을 유지할 용의가 있다"고 말했다. 이러한 발언을 인정하여 과이도의 브라질 비공식 대사인 마리아 테레사 벨란드리아는 룰라의 취임 전에 브라질을 떠날 계획을 시작했다. 한편, 비에이라는 마두로가 브라질 대통령 룰라의 취임식에 참석할 수 있도록 베네수엘라 관리들의 여행 금지를 해제하기 위해 정부와 접촉했다는 이전 보도를 확인했다.
그 달 후, 비에이라는 2020년에 단절되었던 남미 최대 두 국가 간의 외교 관계 재개를 확인했다. 전년도 12월, 마두로는 이미 마누엘 비센테 바델을 브라질 주재 자국 대사로 임명했다. 한편, 양국 외교관들은 각 수도에 있는 외교 공관의 상태를 평가하고 있었다. 브라질 정부는 마누엘 비센테 바델 아키노를 브라질 주재 베네수엘라 대사로 동일하게 확인했다. 브라질 외교부에 따르면, 특히 석유와 제조품에 대한 경제 관계도 증가해야 하지만 2017년 메르코수르에서 베네수엘라의 자격 정지는 추가 경제 관계를 방해하고 있었다.
2023년 3월, 룰라는 베네수엘라의 인권 침해를 비판하는 유엔 선언에 54개국과 함께 서명하는 것을 거부했다. 2023년 5월, 룰라는 브라질에서 마두로를 만났다. 2023년 5월, 룰라는 베네수엘라의 마두로 대통령을 따뜻하게 포옹하고 전적으로 지지했다. 룰라는 마두로에 대한 인권 및 시민권 침해 혐의를 정치적으로 "구성된 이야기"라고 일축했다. 룰라는 루이스 알베르토 라카예 포우 우루과이 대통령으로부터 베네수엘라의 심각한 인권 문제를 없는 척하는 것이 "우리가 할 수 있는 최악의 일"이라고 비판받았으며, 가브리엘 보리치 칠레 대통령으로부터 룰라가 베네수엘라의 인권 침해를 가볍게 여기고 있다고 비판받았다. 룰라는 또한 베네수엘라의 인권 침해 혐의에 대한 미국 제재를 "정당화되지 않았다"고 비판했으며, 미국이 자유 선거를 허용하지 않았다고 주장하는 마두로의 정당성을 부인한 것을 비판했다.

### 2024년
사기 주장과 현직 니콜라스 마두로의 승리 논란으로 얼룩진 2024년 베네수엘라 대통령 선거는 베네수엘라-브라질 관계를 크게 긴장시켰다. 전통적으로 마두로의 동맹이었던 루이스 이나시우 룰라 다 시우바 브라질 대통령은 선거의 투명성에 대한 우려를 표명하며 합법성 확보를 위해 상세한 투표 데이터를 요구했다. 베네수엘라가 아르헨티나와 페루의 외교관을 추방하자 브라질이 카라카스에서 그들의 이익을 대변하기 위해 개입하면서 긴장이 고조되었다. 10월에는 베네수엘라가 "개입주의적" 발언을 이유로 브라질 주재 대사를 소환했으며, 이에 브라질은 베네수엘라의 "공격적인 어조"에 놀라움을 표했다. 외교적 균열은 지역 역학에 영향을 미쳤으며, 브라질은 베네수엘라의 브릭스 가입 시도를 막아 양국 관계의 긴장 고조를 강조했다.